# James A. Bayard, Sr.
James A. Bayard, Sr. (Philadelphia, 1767. július 28. – Wilmington, 1815. augusztus 6.) az Amerikai Egyesült Államok szenátora (Delaware, 1804–1813).